# 마오쩌둥주의 단체 목록

## 나
- 노르웨이 노동자 공산당

## 라
- 러시아 마오이스트당

## 마
- 마르크스-엥겔스-레닌-스탈린운동

## 바
- 방글라데시 노동당

## 사
- 산마리노 공산당
- 센데르 루미노소
- 실론 공산당 (마오쩌둥주의)

## 아
- 아오테아로아 공산당
- 아이슬란드 공산당 (마르크스-레닌주의)
- 오스트리아 공산주의 연합

## 차
- 칠레 혁명공산당

## 타
- 터키 마오주의 공산당
- 터키 노동자당

## 파
- 필리핀 공산당
- 포르투갈 노동자 공산당